# Humin
Humin – wieś w Polsce położona w województwie łódzkim, w powiecie skierniewickim, w gminie Bolimów.

## Położenie
Malownicza miejscowość położona na Równinie Błońsko-Łowickiej. Dużo terenów rolniczych i leśnych, m.in. otulina Bolimowskiego Parku Krajobrazowego i Puszcza Kurdwanowska.

## Historia
Wieś królewska Humino położona była w drugiej połowie XVI wieku w powiecie sochaczewskim ziemi sochaczewskiej województwa rawskiego.
Przez miejscowość przebiegał front w czasach I wojny światowej. Walki upamiętnia cmentarz-mogiła znajdujący się w centralnej części miejscowości.
W latach 1975–1998 miejscowość administracyjnie należała do województwa skierniewickiego.

## Zabytki
Według rejestru zabytków Narodowego Instytutu Dziedzictwa na listę zabytków wpisany jest obiekt:
- cmentarz wojenny z I wojny światowej, nr rej.: 853 z 31.12.1991